# Ойстрица
Ойстрица (на словенски: Ojstrica) е село в Словения, Корошки регион, община Дравоград. Според Националната статистическа служба на Република Словения през 2015 г. селото има 96 жители.